# 全印刷局労働組合
全印刷局労働組合（ぜんいんさつきょくろうどうくみあい、略称：全印刷（ぜんいんさつ）、英語：All Printing Bureau Labour Union）は、日本の産業別労働組合である。日本労働組合総連合会（連合）、公務公共サービス労働組合協議会（公務労協）、ユニ・グローバル・ユニオン（UNI）に加盟している。

## 概要
日本銀行券・官報・パスポート・郵券等の国立印刷局で働く労働者で組織している単一労働組合である。